# Parga (Guitiriz)
Parga (llamada oficialmente Santo Estevo de Parga) es una parroquia española del municipio de Guitiriz, en la provincia de Lugo, Galicia.

## Otras denominaciones
La parroquia también es conocida por los nombres de San Esteban de Parga,San Estebo de Parga y San Estevo de Parga.

## Historia
La Puebla de Parga era todo un recinto fortificado dominado por el castillo de los señores de Parga, del que sólo quedan algunas torres entre ingentes montones de ruinas. Fue en La Puebla donde se levantó la iglesia de Santo Estevo en el siglo XII por la familia feudal ascendente de don Jean de Pargas, I señor de Parga, del señorío y castillo de Parga, procedente de la familia de Brienne condes de Eu, caballeros templarios de Bretaña, con un cepo en Parga Grecia desde donde toman el nombre vía mar desde Malta se afincaron en tierras otorgadas en el reino de Galicia, posteriormente por dote pasa hasta llegar a su nieta Margarita de la Cerda y Brienne, durante un periodo desde 1327 las tierras y feudo han sido administradas por el comendador de Castroteraf en la Orden de Santiago y señor de Guitiríz, hasta que en 1333 se hizo donación de bienes a favor de don Fernán Arias de Parga regresando a la familia el feudo castillo y algunas tierras.
El feudo de Parga y familia son ascendentes al posterior Marquesado de la Puebla de Parga.

## Organización territorial
La parroquia está formada por trece entidades de población, constando nueve de ellas en el nomenclátor del Instituto Nacional de Estadística español:

### Entidades de población
Entidades de población que forman parte de la parroquia:
- A Vilouchada
- Carballal (O Carballal)
- Cercedo
- Chantada (A Chantada)
- Cobelo (O Covelo)
- Ferreira
- Montemeá
- O Buxío
- Puebla de Parga (A Pobra de Parga)
- Ponte (A Ponte)
- Portopulgo

### Despoblados
Despoblados que forman parte de la parroquia:
- Galiñeiro
- Tolda (A Tolda)

## Demografía
| Gráfica de evolución demográfica de Parga entre 2000 y 2020 |
|                                                             |
| Datos según el nomenclátor publicado por el INE.            |